# سقط جنین در هند
سقط جنین در هند تحت شرایط مختلف با معرفی قانون ختم بارداری پزشکی (MTP) در سال ۱۹۷۱ قانونی شده‌است. مقررات ختم حاملگی در سال ۲۰۰۳ تحت این قانون برای دسترسی زنان به خدمات ایمن و قانونی سقط جنین صادر شد.
در سال ۲۰۲۱، قانون اصلاح MTP 2021 با اصلاحات خاصی در قانون مقررات ختم حاملگی ۱۹۷۱ به تصویب رسید، مانند اینکه زنان مجاز به جستجوی خدمات سقط جنین ایمن به دلیل عدم موفقیت در پیشگیری از بارداری، افزایش محدودیت بارداری به ۲۴ هفته برای دسته‌های خاص زنان بودند. و نظر یک ارائه دهنده خدمات سقط جنین تا ۲۰ هفته بارداری لازم است. اکنون می‌توان سقط جنین را تا هفته ۲۴ بارداری انجام داد زیرا قانون اصلاح مقررات ختم حاملگی ۲۰۲۱ با اطلاعیه در روزنامه از ۲۴ سپتامبر ۲۰۲۱ لازم الاجرا شده‌است. هزینه خدمات سقط جنین به‌طور کامل توسط صندوق‌های بیمه سلامت ملی دولتی، آیوشمن بهارات و بیمه دولتی کارکنان با نرخ بسته برای سقط جنین جراحی ۱۵۵۰۰ روپیه معادل ۱۹۰ دلار آمریکا تعیین شده‌است که شامل مشاوره، درمان، بستری شدن در بیمارستان، دارو می‌شود. سونوگرافی و درمان‌های بعدی. برای سقط جنین پزشکی، نرخ بسته ۱۵۰۰ روپیه تعیین شده‌است که شامل مشاوره و USG می‌شود.

## انواع سقط جنین
هنگامی که یک زن به‌طور داوطلبانه از یک ارائه دهنده خدمات خاتمه می‌یابد، به آن سقط القایی می‌گویند. سقط خودبخودی، همچنین به عنوان سقط جنین شناخته می‌شود، از دست دادن بارداری یک زن قبل از هفته بیستم است. این نوع سقط جنین می‌تواند از نظر جسمی و روحی دردناک باشد.
تا سال ۲۰۱۷، سقط جنین به دو دسته ایمن و ناایمن تقسیم‌بندی شده بود.
سقط جنین ناایمن توسط سازمان بهداشت جهانی (WHO) به عنوان «روشی برای خاتمه بارداری توسط فردی انجام می‌شود که آموزش لازم را ندارد یا در محیطی که با حداقل استانداردهای پزشکی مطابقت ندارد» تعریف شده‌است. با این حال، با ایمن‌تر شدن فناوری سقط جنین، این طبقه‌بندی با طبقه‌بندی سه‌لایه‌ای از ایمن، کمتر ایمن و کم‌ایمن جایگزین شده‌است که اجازه می‌دهد توصیف دقیق‌تری از طیف موقعیت‌های مختلف که باعث سقط جنین ناایمن و جایگزینی فزاینده گسترده‌تر خطرناک می‌شود، شود. روش‌های تهاجمی با استفاده از میزوپروستول خارج از سیستم رسمی سلامت.
- سقط جنین ایمن:[۶] توسط کارکنان مراقبت‌های بهداشتی و با روش‌های توصیه شده توسط WHO ارائه می‌شود.
- سقط جنین کمتر ایمن:[۶] توسط ارائه دهندگان آموزش دیده با استفاده از روش‌های غیر توصیه شده یا با استفاده از روش ایمن (مثلا میزوپروستول) اما بدون اطلاعات کافی یا حمایت از یک فرد آموزش دیده انجام می‌شود.
- سقط جنین با حداقل ایمنی:[۶] توسط یک ارائه دهنده آموزش دیده با استفاده از روش‌های خطرناک و تهاجمی انجام می‌شود.

## قانون سقط جنین در هند

### قبل از ۱۹۹۹ (قانون مجازات هند، ۱۸۶۰)
قبل از سال ۱۹۷۱، سقط جنین بر اساس بخش ۳۱۲ قانون مجازات هند، ۱۸۶۰، که آن را عمداً «سبب سقط جنین» توصیف می‌کند، جرم شناخته می‌شد. به استثنای مواردی که سقط جنین برای نجات جان زن انجام شده باشد، جرم قابل مجازات بوده و زنان/ارائه دهندگان را جرم انگاری می‌کند، به طوری که هر کس داوطلبانه باعث سقط جنین زن دارای فرزند شود با سال زندان و/یا جریمه نقدی مواجه خواهد شد. و زنی که از این خدمات استفاده می‌کند با هفت سال زندان و/یا جریمه نقدی مواجه است.
در دهه ۱۹۶۰، زمانی که سقط جنین در ۱۵ کشور قانونی شد، بحث در مورد چارچوب قانونی برای سقط جنین القایی در هند آغاز شد. افزایش نگران کننده تعداد سقط جنین در حال وقوع، وزارت بهداشت و رفاه خانواده را در حالت آماده باش قرار داد. برای رسیدگی به این موضوع، دولت هند در سال ۱۹۶۴ کمیته ای به رهبری شانتیلال شاه ایجاد کرد تا پیشنهاداتی را برای پیش نویس قانون سقط جنین برای هند ارائه کند. پیشنهادات این کمیته در سال ۱۳۵۹ پذیرفته شد و به عنوان لایحه ختم پزشکی در مجلس مطرح شد. این لایحه در اوت ۱۹۷۱ به عنوان قانون خاتمه بارداری به تصویب رسید که توسط سریپاتی چاندراسخار تهیه شده بود.

#### نکات کلیدی کمیته شاه
- کمیته شاه در سال ۱۹۶۴ توسط دولت هند منصوب شد.
- کمیته بررسی جامعی از جنبه‌های اجتماعی-فرهنگی، قانونی و پزشکی سقط جنین انجام داد.
- کمیته در سال ۱۹۶۶ در گزارش خود به قانونی کردن سقط جنین توصیه کرد تا از هدر رفتن سلامت و زندگی زنان به دلایل دلسوزانه و پزشکی جلوگیری شود.
- بر اساس این گزارش، در یک جمعیت ۵۰۰ میلیونی، تعداد سقط جنین در سال ۶٫۵ تا ۲٫۶ میلیون طبیعی و ۳٫۹ میلیون سقط القایی خواهد بود.

#### بروز سقط جنین در هند
یک مطالعه در سال ۲۰۱۸ تخمین زد که ۱۵٫۶ میلیون سقط جنین در هند در سال ۲۰۱۵ انجام شده‌است. انتظار می‌رود بخش قابل توجهی از این موارد ناامن باشند. سقط جنین ناایمن سومین علت مرگ و میر مادران است که منجر به مرگ ۱۰ زن در روز و هزاران نفر دیگر با عوارض می‌شود. نیاز به تقویت دسترسی زنان به خدمات CAC و جلوگیری از مرگ و میر و ناتوانی‌های ناشی از آن وجود دارد.
آخرین مطالعه در مقیاس بزرگ در مورد سقط جنین القایی در هند در سال ۲۰۰۲ به عنوان بخشی از پروژه ارزیابی سقط جنین انجام شد. مطالعات به عنوان بخشی از این پروژه سالانه ۶٫۴ میلیون سقط جنین در هند را تخمین زده‌است.

### قانون خاتمه پزشکی بارداری، ۱۹۷۱
قانون خاتمه پزشکی بارداری (MTP) در سال ۱۹۷۱ چارچوب قانونی را برای ارائه خدمات CAC در هند فراهم می‌کند. ختم حاملگی برای طیف وسیعی از شرایط تا هفته ۲۰ بارداری مجاز است که در زیر توضیح داده شده‌است:

#### چه کسی ممکن است حاملگی را خاتمه دهد
طبق قانون MTP، بارداری فقط توسط یک پزشک ثبت شده (RMP) که شرایط زیر را برآورده می‌کند می‌تواند خاتمه یابد:
(i) دارای مدرک پزشکی به رسمیت شناخته شده تحت قانون شورای پزشکی هند است
(ii) نام آنها در دفتر ثبت پزشکی دولتی ثبت شده‌است
(iii) که دارای چنین تجربه یا آموزش در زمینه زنان و زایمان مطابق با قوانین MTP است.

#### جایی که ممکن است حاملگی خاتمه یابد
همه بیمارستان‌های دولتی به‌طور پیش فرض مجاز به ارائه خدمات CAC هستند. اما تسهیلات در بخش خصوصی نیازمند تأیید دولت است. این تأیید از کمیته ای به نام کمیته سطح ناحیه (DLC) با سه تا پنج عضو تشکیل شده‌است. طبق قوانین MTP، ۲۰۰۳، فرم‌های زیر برای تأیید یک مکان خصوصی برای ارائه خدمات MTP تجویز می‌شود:

#### نظرات مورد نیاز برای ختم بارداری
قانون MTP توضیح می‌دهد که برای خاتمه تا ۱۲ هفته، نظر یک پزشک ثبت شده (RMP) و برای خاتمه بین ۱۲ تا ۲۰ هفته، نظر دو RMP الزامی است. با این حال، خاتمه با یک RMP انجام می‌شود. مقررات MTP، ۲۰۰۳، نظر RMP/ها را برای ثبت در فرم I به شرح زیر تجویز می‌کند:
1. فرم I [مقررات ۳] فرم نظر: این فرم برای ثبت نظر RMPها برای ختم بارداری استفاده می‌شود. برای ختم بارداری تا هفته ۱۲، نظر یک RMP لازم است در حالی که برای طول بارداری بین ۱۲ تا ۲۰ هفته، نظر دو RMP لازم است.

### قانون MTP، اصلاحات، ۲۰۰۲
قانون خاتمه پزشکی بارداری (MTP) 1971، در سال ۲۰۰۲ برای تسهیل اجرای بهتر و افزایش دسترسی زنان به ویژه در بخش بهداشت خصوصی اصلاح شد.
1. اصلاحات قانون MTP در سال ۲۰۰۲ روند تصویب یک مکان خصوصی را برای ارائه خدمات سقط جنین به سطح منطقه غیرمتمرکز کرد. کمیته سطح منطقه این اختیار را دارد که یک مکان خصوصی را برای ارائه خدمات MTP به منظور افزایش تعداد ارائه دهندگان ارائه دهنده خدمات CAC در محدوده قانونی تصویب کند.
2. کلمه «دیوانه» با عبارت «بیمار روانی» جایگزین شد. این تغییر زبان برای تأکید بر این نکته ایجاد شد که «بیمار روانی» به معنای شخصی است که به دلیل هر گونه اختلال روانی غیر از عقب ماندگی ذهنی به درمان نیاز دارد.
3. برای اطمینان از انطباق و ایمنی زنان، مجازات‌های سخت گیرانه تری برای MTPهایی که در سایت‌های تأیید نشده یا توسط ارائه دهندگان پزشکی آموزش ندیده انجام می‌شوند، توسط قانون معرفی شد.

### قوانین MTP، ۲۰۰۳
قوانین MTP اجرای بهتر و افزایش دسترسی زنان به ویژه در بخش بهداشت خصوصی را تسهیل می‌کند.
- ترکیب و دوره تصدی کمیته سطح منطقه: قوانین MTP 2003، ترکیب کمیته را تعریف می‌کند که یک عضو کمیته باید متخصص زنان / جراح / بیهوش باشد و سایر اعضا باید از حرفه پزشکی محلی، سازمان‌های غیردولتی و مؤسسه پانچایاتی راج منطقه و یک عضو کمیته زن باشد.
- مکان تأیید شده برای ارائه ختم پزشکی حاملگی: قوانین MTP 2003، دستورالعمل‌های خاصی را در مورد تجهیزات، امکانات، داروها و پیوندهای ارجاع به مراکز بالاتر مورد نیاز یک مکان تأیید شده برای ارائه خدمات با کیفیت CAC و پس از سقط ارائه می‌کند.
- بازرسی از مکان خصوصی: قوانین MTP 2003 بیان می‌کند که یک مورد تأیید شده می‌تواند توسط افسر ارشد پزشکی (CMO) بازرسی شود، هر چند وقت یکبار که ممکن است برای بررسی اینکه آیا ختم بارداری در آنجا تحت شرایط ایمن و بهداشتی انجام می‌شود یا خیر.
- لغو یا تعلیق گواهی تأیید برای یک مکان خصوصی: طبق قوانین MTP 2003، اگر مدیرکل مدیریت منطقه متقاعد شود که امکانات مشخص شده در قانون ۵ به درستی در آنجا نگهداری نمی‌شود و ختم بارداری در چنین مکانی نمی‌تواند در شرایط ایمن و بهداشتی، او باید گزارشی از این واقعیت را به کمیته ارائه دهد و جزئیات نقص یا عیوب یافت شده در محل را ارائه دهد. کمیته می‌تواند، در صورت رضایت، می‌تواند تأیید مکان را به حالت تعلیق درآورد یا لغو کند، مشروط بر اینکه کمیته قبل از لغو گواهی صادر شده بر اساس قانون ۵، فرصتی برای نمایندگی به صاحب مکان بدهد.

### اصلاحات پیشنهادی به قانون MTP، ۲۰۱۴
دولت چالش‌های پیش روی زنان در دسترسی به خدمات سقط جنین ایمن را مورد توجه قرار داد و در سال ۲۰۰۶ یک گروه کارشناسی را برای بررسی مفاد موجود قانون MTP تشکیل داد تا پیش نویس اصلاحات را پیشنهاد کند. مجموعه ای از جلسات گروه متخصص از سال ۲۰۰۶ تا ۲۰۱۰ برای شناسایی استراتژی‌هایی برای تقویت دسترسی به خدمات سقط جنین ایمن برگزار شد. در سال ۲۰۱۳ یک مشاوره ملی برگزار شد که با حضور طیفی از ذینفعان بر لزوم اصلاح قانون MTP تأکید شد. در سال ۲۰۱۴، MoHFW لایحه اصلاحیه خاتمه پزشکی در سال ۲۰۱۴ را در حوزه عمومی به اشتراک گذاشت. اصلاحات پیشنهادی به قانون MTP اساساً بر اساس افزایش دسترسی به خدمات ایمن و قانونی سقط جنین برای زنان در کشور بود.
- گسترش پایگاه ارائه دهنده
- افزایش حد بالای بارداری برای MTPهای قانونی
- افزایش دسترسی زنان به خدمات قانونی سقط جنین
- افزایش وضوح قانون MTP

گسترش پایگاه ارائه دهنده: به منظور افزایش دسترسی به خدمات ایمن و قانونی سقط جنین، توصیه شده‌است که پایه ارائه دهندگان قانونی MTP را با گنجاندن پزشکان دارای مدرک لیسانس در آیورودا، سیدا، یونانی یا هومیوپاتی افزایش دهید. این دسته از پزشکان سیستم پزشکی هند (ISM) دارای آموزش متخصص زنان و زایمان (ObGyn) و خدمات سقط جنین به عنوان بخشی از برنامه درسی دوره کارشناسی خود هستند. همچنین توصیه شده‌است که پرستاران دارای مدرک تحصیلی سه و نیم ساله و ثبت نام شده در شورای پرستاری هند در پایگاه ارائه دهندگان قانونی خدمات سقط جنین قرار گیرند. علاوه بر این، همچنین توصیه شده‌است که ماماهای پرستار کمکی (ANM) که در نقاط تحویل خدمات با بار بالا پست شده‌اند فقط به عنوان ارائه دهندگان قانونی MMA لحاظ شوند. این توصیه‌ها توسط دو مطالعه هندی پشتیبانی می‌شوند که به این نتیجه رسیده‌اند که سقط جنین می‌تواند به‌طور ایمن و مؤثر توسط پرستاران و پزشکان AYUSH ارائه شود.
تمهیداتی برای افزایش سقف بارداری برای سقط جنین: توصیه می‌شود که سقف بارداری برای درخواست سقط جنین به دلیل ناهنجاری جنین بیش از ۲۰ هفته افزایش یابد. در صورتی که جنین با ناهنجاری‌های شدید جنینی تشخیص داده شود، این امر منجر به سقط جنین در هر زمانی از بارداری می‌شود. علاوه بر این، علاوه بر توصیه‌های فوق، همچنین پیشنهاد می‌شود که محدودیت بارداری برای خدمات سقط جنین ایمن برای دسته‌های آسیب‌پذیر زنان که انتظار می‌رود شامل بازماندگان تجاوز جنسی و زنای با محارم، زنان مجرد (مجرد، مطلقه یا بیوه) و سایر افراد آسیب‌پذیر باشد، در نظر گرفته شود. زنان (زنان دارای معلولیت) تا ۲۴ هفته. اصلاحات قوانین MTP جزئیات را برای همان تعریف می‌کند.
افزایش دسترسی زنان به خدمات قانونی سقط جنین: قانون در شکل کنونی خود موانعی عملیاتی ایجاد می‌کند که دسترسی زنان را به خدمات ایمن و قانونی سقط جنین محدود می‌کند. اصلاحات پیشنهاد می‌کند:
- کاهش شرط الزام نظر دو ارائه‌دهنده مراقبت‌های بهداشتی برای بارداری‌های سه‌ماهه دوم فقط به یک ارائه‌دهنده مراقبت‌های بهداشتی، زیرا این امر مانعی در دسترسی زنان به خدمات سقط جنین ایمن در شرایطی تلقی می‌شود که دو ارائه‌دهنده در دسترس نیستند: در سال ۱۹۷۱ زمانی که قانون MTP حدود چهار دهه پیش تصویب شد، اتساع و کورتاژ (D&C) تنها فناوری موجود برای ختم بارداری بود. D&C در حال حاضر یک روش پزشکی تهاجمی منسوخ است که نیاز به استفاده از کورت فلزی برای از بین بردن محصولات بارداری دارد. مفاد قانون MTP برای نظر دو ارائه‌دهنده پزشکی یا مجوز شخص ثالث برای تضمین ایمنی زنان باید با توجه به پیشرفت‌های فناوری جدیدتر و ایمن‌تر که سقط جنین را به یک روش پزشکی سرپایی بسیار ایمن تبدیل می‌کند، کاهش یابد. راهنمای WHO 2012 در مورد سقط جنین ایمن: راهنمایی فنی و سیاستی برای سیستم‌های بهداشتی همچنین کاهش مجوز شخص ثالث را توصیه می‌کند. راهنمای WHO 2012، زنی را که به دنبال سقط جنین است به عنوان یک «بزرگسال خود مختار» تعریف می‌کند، به این معنی که «بزرگسالان دارای صلاحیت ذهنی به مجوز هیچ شخص ثالثی نیاز ندارند»، و بیان می‌کند که «ارائه دهندگان مراقبت‌های بهداشتی نباید الزامی برای ثالث اعمال کنند.» مجوز احزاب مگر اینکه طبق قانون و مقررات مربوطه الزامی باشد».
- گسترش نشانه‌های پیشگیری از بارداری به زنان مجرد: طبق مفاد قانون MTP، شکست پیشگیری از بارداری تنها شرطی است که برای زنان متأهل اعمال می‌شود. پیشنهاد اصلاحیه شامل اعمال نارسایی پیشگیری از بارداری برای همه زنان و شرکای آنها مانند سایر دلایل ختم بارداری تحت قانون MTP است.

### قانون اصلاح MTP، ۲۰۲۱
در ۲۹ ژانویه ۲۰۲۰، دولت هند برای اولین بار لایحه اصلاحیه MTP 2020 را معرفی کرد که در ۱۷ مارس ۲۰۲۰ در لوک سبها به تصویب رسید. یک سال بعد، این لایحه در Rajya Sabha قرار گرفت و در ۱۶ مارس ۲۰۲۱ به عنوان قانون اصلاح MTP 2021 به تصویب رسید. اصلاحات به شرح زیر است:
- بند ازدواج حذف شد - قانون MTP قبلاً مجاز به ختم حاملگی فقط توسط یک زن متأهل در صورت شکست روش یا دستگاه پیشگیری از بارداری بود. با این اصلاحیه، زنان مجرد اکنون می‌توانند به دلیل عدم موفقیت در پیشگیری از بارداری به دنبال خدمات ایمن سقط جنین باشند.
- افزایش محدودیت حاملگی - بر اساس قانون MTP 1971، محدودیت زمانی برای ختم حاملگی تا ۱۲ هفته به توصیه یک پزشک و تا ۲۰ هفته به توصیه دو پزشک بود. علاوه بر این، پس از ۲۰ هفته پایان بارداری مجاز نبود. با این حال، اکنون همه زنان می‌توانند با توصیه یک پزشک تا ۲۰ هفته بارداری را خاتمه دهند و گروه‌های خاصی از زنان (بازماندگان سوء استفاده جنسی، خردسالان، قربانیان تجاوز جنسی، محارم، زنان ناتوان) می‌توانند تا ۲۴ هفته درخواست ختم کنند. علاوه بر این، زنان/زوجین می‌توانند در هر زمانی در طول دوران بارداری به دلیل ناهنجاری‌های جنینی، طبق تشخیص هیئت‌های پزشکی، درخواست خاتمه بارداری را داشته باشند.
- هیئت‌های پزشکی - اصلاحیه‌ها تشکیل هیئت‌های پزشکی را در تمام ایالت‌ها و قلمروهای اتحادیه برای تشخیص ناهنجاری‌های قابل توجه جنین الزامی می‌کند. هیئت تصمیم خواهد گرفت که آیا بارداری ممکن است پس از ۲۴ هفته خاتمه یابد و هر هیئت دارای یک متخصص زنان، رادیولوژیست/سونولوژیست، متخصص اطفال و سایر اعضا خواهد بود که از طرف دولت مطلع می‌شوند.
- محرمانه بودن - یک پزشک ثبت شده فقط می‌تواند مشخصات زنی را که حاملگی او خاتمه یافته‌است به شخصی که توسط قانون مجاز است فاش کند. تخلف به حبس تا یک سال یا جزای نقدی یا هر دو محکوم می‌شود.

### قوانین MTP، ۲۰۲۱
قوانین جدید طبق اصلاحات در ۱۲ اکتبر توسط دولت اعلام شد. قوانین اصلاح شده طبق قانون اصلاحی به شرح زیر است:
1. حداکثر مدت بارداری برای ختم بارداری با نظر یک پزشک از ۱۲ هفته به ۲۰ هفته افزایش یافته‌است و این قانون شامل زنان مجرد نیز می‌شود.
2. حداکثر مدت حاملگی برای ختم بارداری با نظر ۲ پزشک از هفته ۲۰ به ۲۴ هفته برای گروه‌های ویژه زیر افزایش یافت:
  1. بازماندگان تجاوز جنسی یا تجاوز جنسی یا زنای با محارم
  2. خردسالان
  3. تغییر وضعیت تأهل در دوران بارداری (بیوه شدن و طلاق)
  4. زنان دارای معلولیت جسمی
  5. زنان بیمار روانی
  6. ناهنجاری‌های جنینی که خطر ناسازگاری با زندگی را دارد یا اگر کودک به دنیا بیاید ممکن است دچار چنین ناهنجاری‌های جسمی یا روحی شود که به‌طور جدی دچار معلولیت شود.
  7. زنان باردار در محیط‌های بشردوستانه یا فاجعه یا اورژانس
3. یک هیئت پزشکی در سطح ایالتی درخواست خاتمه بارداری بیش از ۲۴ هفته در موارد ناهنجاری جنین را تعیین خواهد کرد.

#### نقش هیئت پزشکی
1. برای بررسی زن و گزارش‌های او
2. برای تأیید یا رد درخواست فسخ ظرف ۳ روز از دریافت آن
3. برای اطمینان از اینکه پروسه ختم، با توصیه هیئت پزشکی، با رعایت تمام احتیاطات ایمنی همراه با مشاوره مناسب ظرف ۵ روز پس از دریافت درخواست خاتمه پزشکی بارداری انجام شود.

## سیاست‌ها و مداخلات برنامه ای دولت
قانون MTP 1971 چارچوب قانونی را برای ارائه خدمات سقط جنین القایی در هند فراهم می‌کند. با این حال، برای اطمینان از عرضه مؤثر خدمات، نیاز به استانداردها، دستورالعمل‌ها و رویه‌های عملیاتی استاندارد وجود دارد.

#### بسیج جامعه برای فعالیت‌های RMNCHA
کارکنان بهداشت جامعه شکاف بین جامعه و نظام سلامت را پر می‌کنند. ASHA نقش مهمی در ارائه اطلاعات در مورد خدمات بهداشتی، ایجاد ارتباط بین و امکانات بهداشتی، ارائه مراقبت‌های بهداشتی در سطح جامعه و به عنوان یک فعال، ایجاد درک مردم از حقوق سلامت و امکان دسترسی آنها به حقوق خود در مراکز بهداشتی عمومی برای زنان را دارد. در مورد طیف وسیعی از مسائل از جمله CAC. مرکز منابع سیستم‌های سلامت ملی (NHSRC) برای ایجاد بسته‌های آموزشی برای فعالان سلامت اجتماعی معتبر (ASHA) از نزدیک با MoHFW همکاری کرده‌است تا آنها را قادر سازد اطلاعات مورد نیاز را در سطح جامعه به زنان ارائه دهند و ارتباط با امکانات را تسهیل کنند. ماژول‌های آموزشی ASHA که توسط MoHFW و NHSRC توسعه یافته‌اند، یک جزء کلیدی تحت مأموریت سلامت ملی برای ارائه اطلاعات در مورد موضوعات مرتبط به ASHA هستند. اطلاعات در مورد CAC و موضوعات مرتبط در سه ماژول از هفت ماژول موجود است:

## آمار
در سراسر جهان، سالانه ۵۶ میلیون سقط جنین صورت می‌گیرد. در آسیای جنوبی و مرکزی، حدود ۱۶ میلیون سقط جنین بین سال‌های ۲۰۱۰ تا ۲۰۱۴ رخ داده‌است، در حالی که ۱۳ میلیون سقط جنین تنها در شرق آسیا رخ داده‌است.
در تخمین تعداد سقط‌های گزارش شده و تعداد کل سقط‌های تخمین زده شده در هند اختلاف معنی داری وجود دارد. بر اساس گزارش‌های HMIS، تعداد کل سقط‌های خودبه‌خودی/القایی که در هند در سال‌های ۲۰۱۶–۲۰۱۷ رخ داده‌است، ۹۷۰۴۳۶، در سال‌های ۲۰۱۵–۲۰۱۶ ۹۰۱۷۸۱، در سال‌های ۲۰۱۴–۱۵ ۹۰۱٬۸۳۹ و در سال‌های ۲۰۱۳–۱۴، ۷۸ بوده‌است. گزارش شده‌است که روزانه ده زن به دلیل سقط جنین‌های ناایمن در هند جان خود را از دست می‌دهند. داده‌ها که ماهیت پویا دارند، در پورتال سیستم اطلاعات مدیریت سلامت (HMIS) در اینجا قابل دسترسی هستند.
موسسه Guttmacher، نیویورک، مؤسسه بین‌المللی علوم جمعیت (IIPS)، بمبئی و شورای جمعیت، دهلی نو، اولین مطالعه را در هند برای تخمین بروز سقط جنین انجام دادند. نتایج این مطالعه در مجله Lancet Global Health در دسامبر ۲۰۱۷ در قالب مقاله ای با عنوان "بروز سقط و حاملگی ناخواسته در هند، ۲۰۱۵" منتشر شد. مطالعه تخمین می‌زند که ۱۵٫۶ میلیون سقط جنین در هند در سال ۲۰۱۵ انجام شده‌است. از طریق روش‌های دیگر انجام شده‌است. این مطالعه همچنین میزان سقط جنین را ۴۷ سقط در هر ۱۰۰۰ زن ۱۵ تا ۴۹ ساله نشان داد. این مطالعه نیاز به تقویت سیستم بهداشت عمومی برای ارائه خدمات سقط جنین را برجسته می‌کند. این امر شامل اطمینان از در دسترس بودن ارائه دهندگان آموزش دیده، از جمله ارائه دهندگان غیر آلوپاتیک با اصلاح قانون MTP و گسترش پایگاه ارائه دهندگان و همچنین ساده‌سازی در دسترس بودن داروها و لوازم است. راهبرد دیگر ساده‌سازی فرایند تأیید تسهیلات بخش خصوصی برای ارائه خدمات CAC و تقویت مشاوره و خدمات پیشگیری از بارداری پس از سقط جنین در تلاش برای تقویت کیفیت مراقبت برای زنانی است که به دنبال خدمات CAC هستند.
قبل از این مطالعه، آخرین تخمین موجود برای بروز سقط جنین ۶٫۴ میلیون سقط در سال در هند از «پروژه ارزیابی سقط جنین - هند» بود. این یک مطالعه چند مرکزی از ۳۸۰ مرکز سقط جنین (که ۲۸۵ مورد خصوصی بودند) در شش ایالت انجام شد. این مطالعه نشان داد که «به‌طور متوسط چهار مرکز رسمی سقط جنین (از نظر پزشکی واجد شرایط اما الزاماً گواهی برای انجام سقط جنین ندارند) به ازای هر ۱۰۰۰۰۰ نفر جمعیت در هند و به‌طور متوسط ۱٫۲ ارائه دهنده در هر مرکز وجود دارد.» از مجموع ارائه دهندگان رسمی سقط جنین، ۵۵ درصد متخصص زنان و ۶۴ درصد از تسهیلات حداقل یک ارائه دهنده زن داشتند. این مطالعه همچنین نشان داد که تنها ۳۱ درصد از دلایل درخواست سقط جنین توسط زنان در چارچوب قانون MTP مجاز بوده‌است، دلایل دیگر بارداری ناخواسته، دلایل اقتصادی و جنسیت ناخواسته جنین است.

## روش‌های سقط جنین

### آسپیراسیون خلاء دستی
آسپیراسیون با خلاء دستی (MVA) یک «روش ایمن و مؤثر برای سقط جنین است که شامل تخلیه محتویات رحم با استفاده از یک آسپیراتور پلاستیکی دستی است»، که "با از دست دادن خون کمتر، اقامت کوتاهتر در بیمارستان و کاهش نیاز به داروهای بیهوشی». این روش سقط جنین توسط WHO برای ختم زودهنگام بارداری توصیه می‌شود.

### آسپیراسیون خلاء الکتریکی
آسپیراسیون خلاء الکتریکی (EVA) تا آنجایی که شامل یک روش مکش است شبیه به MVA است، اما اولی به جای پمپ دستی در MVA از پمپ الکتریکی برای ایجاد مکش استفاده می‌کند.

### سقط جنین پزشکی
سقط طبی ختم حاملگی با دارو است. این یک «روش غیر تهاجمی برای پایان دادن به بارداری ناخواسته است که زنان می‌توانند در طیف وسیعی از محیط‌ها و اغلب در خانه‌های خود استفاده کنند». دو داروی مورد تأیید برای استفاده در هند میفپریستون و میزوپروستول هستند.